# 東建塩河カントリー倶楽部
東建塩河カントリー倶楽部（とうけんしゅうがカントリーくらぶ）は、岐阜県可児市に所在するゴルフ場。東建コーポレーションの子会社である東建リゾート・ジャパンが運営している。

## 概要
設計は、ゴルファーのゲーリー・プレーヤーと設計家の富沢廣親。「西コース」「北コース」「南東コース」の計27ホールのコースが設計されている。2005年1月には、LPGA（日本女子プロゴルフ協会）から公式認定コースとして認められ、2006年には東建ホームメイトカップの開催コースにもなった。姉妹コースとして、三重県桑名市に東建多度カントリークラブ・名古屋がある。
敷地内には夜間の離着陸も可能なヘリポートを2機分備え、ウェディング・パーティーも行なうことができる。

## 沿革
1984年、ゴルフ場の専業大手であった富士カントリーグループの一社として運営会社が設立され、1988年9月に富士カントリー塩河倶楽部としてオープンした。この時期、富士カントリーはゴルフ会員権の高騰を背景に、ゴルフ場を同時期に4箇所開設する積極策に出ており、塩河はその一つであった。他のゴルフ場では接待に使いたいのに混雑で使えない、といったことが頻発していたが、塩河は対象を少数の法人会員に限定することによりいつでも使える環境を提供し、クラブハウスには商談室を設けるなど、法人用途に特化していた。このようなゴルフ場は中部地域では初めての開設であり、1990年代末までは10億円台の収入をあげていた。
しかしその後は法人の接待需要減少に伴い財務状況が悪化。2004年に運営会社が特別清算に入り、運営は東建コーポレーションに引き継がれた。東建コーポレーションは東建多度カントリークラブ・名古屋の運営実績があったことから引き受け先に選ばれた。
承継後は東建コーポレーションの子会社である東建リゾート・ジャパンによる運営となった。同社は2006年、富士カントリー時代からゴルフ場の用地として賃貸してきた多治見市内の土地について、「地代はバブル期に設定されたもので、周辺の土地と比較しても高すぎる」「地代がこのままなら破綻も想定される」として減額を主張して紛争となり、争いは多治見簡易裁判所に持ち込まれた。

## 所在地
- 〒509-0247 岐阜県可児市塩河字深山846-1

## コース情報
- 開場日 － 1988年9月3日
- 設計者 － ゲーリー・プレーヤー
- 面積   － 139万㎡（42万坪）
- ヤーデージ － 10,206ヤード
- ホール/パー － 27HPar108
- 休場日 － 年中無休